# Cyathea bipinnata
Cyathea bipinnata är en ormbunkeart som först beskrevs av R. M. Tryon, och fick sitt nu gällande namn av Robbin C. Moran. Cyathea bipinnata ingår i släktet Cyathea och familjen Cyatheaceae. Inga underarter finns listade.